# Tamasha (film)
Pour les articles homonymes, voir Tamasha.
Pour plus de détails, voir Fiche technique et Distribution.
Tamasha est un film indien écrit et réalisé par Imtiaz Ali, produit par Sajid Nadiadwala, sorti en 2015.
Les personnages principaux sont joués par Deepika Padukone et Ranbir Kapoor.

## Synopsis
Tara et Ved se rencontrent en Corse. Afin de rendre leur rencontre moins conventionnelle, ils décident de ne pas dévoiler leur identité. Quatre ans plus tard, ils se retrouvent mais la magie de leur première rencontre n'y est plus et Tara rejette Ved. Ce rejet conduira Ved à s'interroger sur lui-même et à réaliser son propre voyage intérieur afin de regagner le cœur de Tara.

## Distribution
- Ranbir Kapoor: Ved Vardhan Sahni (adulte)
- Deepika Padukone[2] : Tara Maheshwari
- Yash Sehgal: Ved Vardhan Sahni (enfant)
- Javed Sheikh: père de Ved
- Sushma Seth: grand-mère de Yash
- Vivek Mushran: patron de Ved
- Nikhil Bhagat: père de Tara
- Faraaz Servaia: frère de Tara
- Piyush Mishra: conteur
- Punam Singh
- Ishteyak Khan:conducteur de auto-rickshaw

## Bande originale
La bande originale a été écrite par Allah Rakha Rahman et les paroles par Irshad Kamil.

## Lieux de tournage
Le film a été tourné en Corse (notamment à Bastia et à Bonifacio), à Shimla, à Delhi, à Gurgaon, à Calcutta et à Tokyo.